# Athing Mu
Athing Mu (* 8. Juni 2002 in Trenton, New Jersey) ist eine US-amerikanische Leichtathletin, die sich auf die 400- und 800-Meter-Distanz spezialisiert hat. 2021 gewann sie bei den Olympischen Spielen in Tokio über 800 Meter die Goldmedaille und eine weitere mit der 4-mal-400-Meter-Staffel.

## Werdegang
Athing Mu ist die Zweitjüngste von sieben Geschwistern. Ihre Eltern emigrierten vor ihrer Geburt aus dem Südsudan in die Vereinigten Staaten. Sie begann im Alter von fünf Jahren beim Trenton Track Club mit der Leichtathletik, bei dem sie ihre Trainer Al Jennings und Bernice Mitchell bis zur College-Zeit betreuten. 2015 und 2016 siegte sie bei den Junior Olympics der Amateur Athletic Union über 800 Meter mit Zeiten von 2:10,18 min bzw. 2:10,85 min und beschloss danach, nicht für ihre High School, sondern weiterhin für ihren Club anzutreten. Ihr erster internationaler Einsatz erfolgte bei den Olympischen Jugendspielen 2018 in Buenos Aires, bei denen sie den zweiten Platz im 800-Meter-Wettbewerb belegte. Im Februar des Folgejahres siegte sie noch 16-jährig bei den US-amerikanischen Hallenmeisterschaften über 600 Meter in 1:23,57 min, womit sie den Nationalrekord von Alysia Montaño brach und hinter Olga Kotljarowa die zweitschnellste je erzielte Zeit lief. Später im Jahr gewann sie auch bei den Panamerikanischen U20-Meisterschaften über 800 Meter, belegte bei den US-Meisterschaften über diese Distanz mit Bestzeit von 2:01,17 min Rang 5 und schied bei den Panamerikanische Spielen im Vorlauf aus. Zum Jahresende schloss sie sich dem Leichtathletikteam der Texas A&M University an und begann an dieser ein Studium der Kinesiologie.
2020 schied Mu bei den US-Hallenmeisterschaften über 800 Meter im Vorlauf aus und bestritt danach in der durch die COVID-19-Pandemie verschobenen Freiluftsaison keine Wettkämpfe mehr. Im Februar 2021 unterbot sie sie bei einem Wettkampf in College Station über 400 Meter mit 50,52 s den U20-Hallenweltrekord ihrer Landsfrau Sanya Richards-Ross, die Zeit wurde aufgrund eines fehlenden Dopingtests allerdings nicht vom Weltverband World Athletics als Weltrekord ratifiziert. Drei Wochen war sie diesmal über 800 Meter in 1:58,40 min erneut schneller als der U20-Hallenweltrekord, welchen die Britin Keely Hodgkinson im Vormonat mit 1:59,03 min aufgestellt hatte, diesmal wurde die Zeit von World Athletics auch als Weltrekord anerkannt.
In der Freiluftsaison 2021 lief Mu College- und US-amerikanische U20-Rekorde über 400 und 800 Meter mit 49,68 s bzw. 1:57,73 min. Im 400-Meter-Lauf verbesserte sie ihren Rekord als Siegerin der NCAA-Meisterschaften auf 49,57 s. Danach beschloss sie, zukünftig nicht mehr für ihre Universität anzutreten, sondern unterschrieb einen Profivertrag bei Nike. Bei den U.S. Olympic Trials siegte sie über 800 Meter mit einer erneuten Steigerung auf 1:56,07 min, einer Weltjahresbestleistung und der zweitschnellsten je erzielten Zeit einer Amerikanerin. Damit qualifizierte sie sich für die Olympischen Spiele in Tokio. Dort gewann sie über 800 Meter mit Nationalrekord von 1:55,21 min die Goldmedaille und siegte wenige Tage später auch mit der 4-mal-400-Meter-Staffel.
Am 21. August 2021 verbesserte Mu in Eugene den US-amerikanischen Rekord über 800 Meter auf 1:55,04 min.
Am 24. August 2022 trat Mu bei den Weltmeisterschaften in Eugene über die 800 Meter an. Wie auch schon ein Jahr zuvor bei den Olympischen Spielen gewann sie Gold vor der Britin Keely Hodgkinson. Mit 1:56,30 min gelang ihr im Finale eine Weltjahresbestzeit.
Bei den Weltmeisterschaften 2023 in Budapest gewann mit einer Zeit von 1:56,61 min Bronze und wurde dabei auf der Zielgeraden noch von der Britin Keely Hodgkinson (Silber) und der Kenianerin Mary Moraa (Gold) überholt.

## Persönliche Bestzeiten
- 400 Meter: 49,57 s, 12. Juni 2021 in Eugene (U20-NACAC-Rekord)
  - 400 Meter (Halle): 50,52 s, 6. Februar 2021 in College Station
  - 600 Meter (Halle): 1:23,57 min, 24. Februar 2019 in New York City (U20-Weltbestleistung)
- 800 Meter: 1:55,04 min, 21. August 2021 in Eugene (US-amerikanischer Rekord)
  - 800 Meter (Halle): 1:58,40 min, 27. Februar 2021 in Fayetteville (U20-Weltrekord)
- 1500 Meter: 4:16,06 min, 3. April 2021 in Austin